# Vodní doprava v Česku

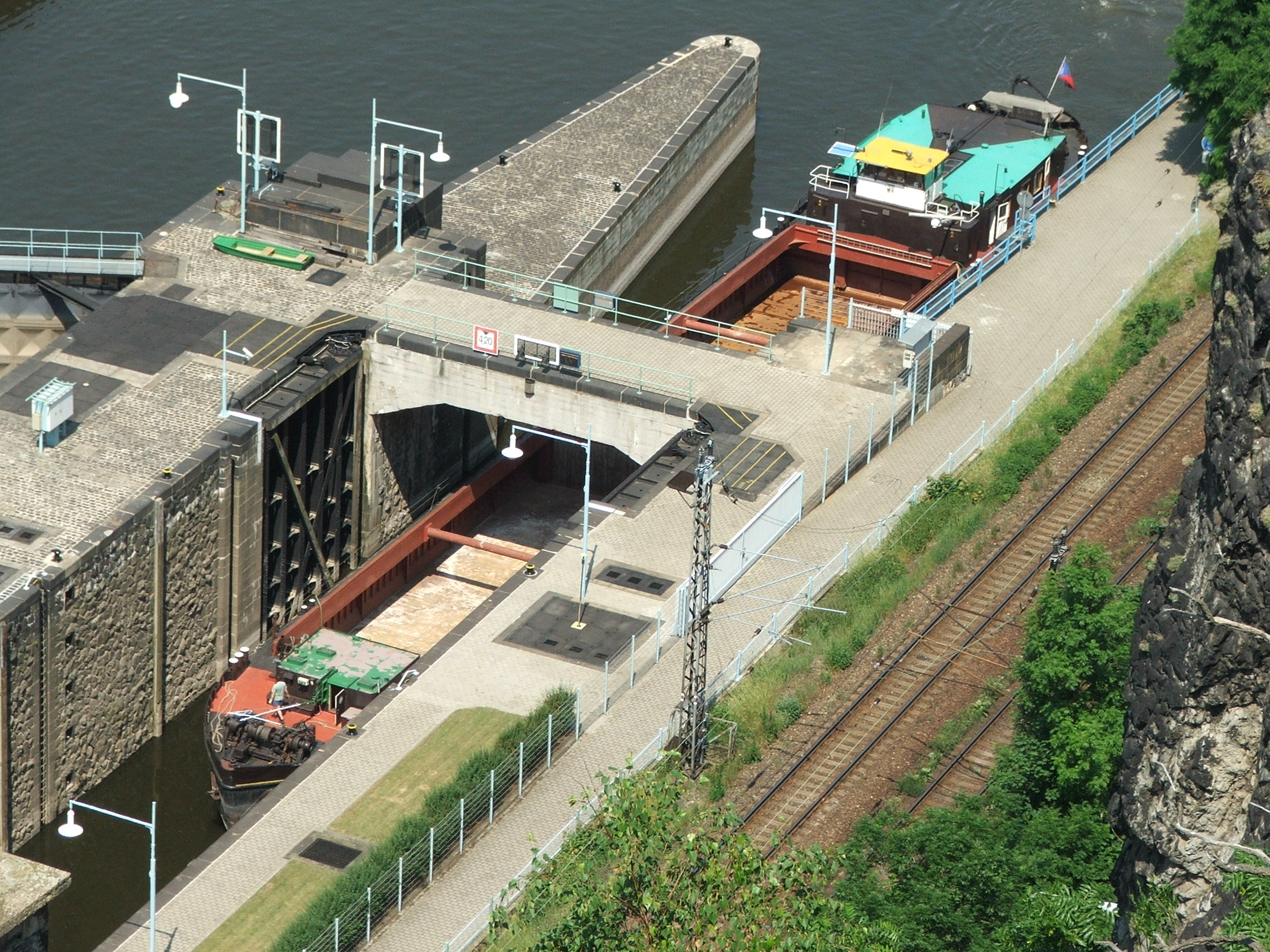
Nákladní loď u Střekova

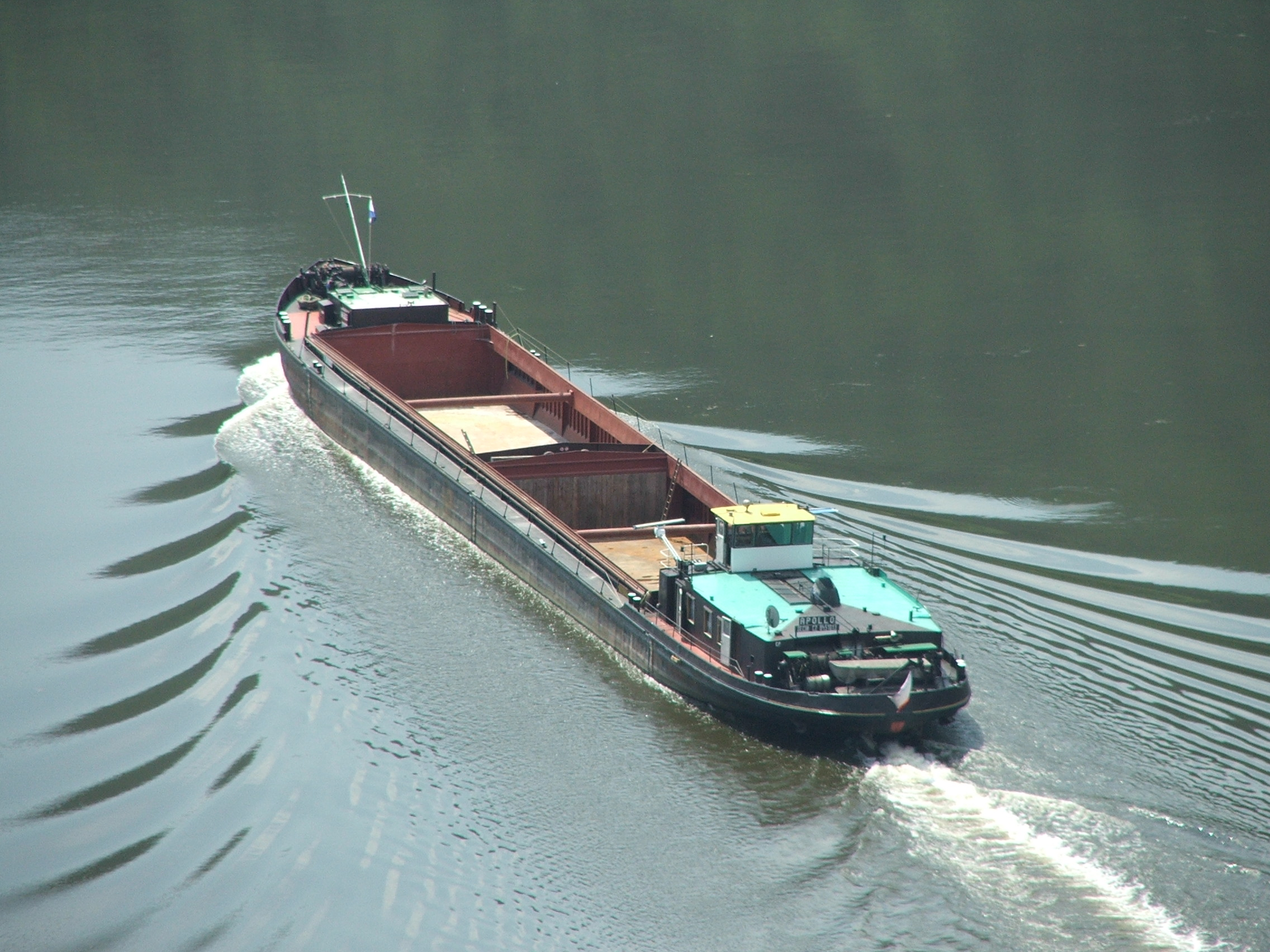
Nákladní loď nad Střekovem

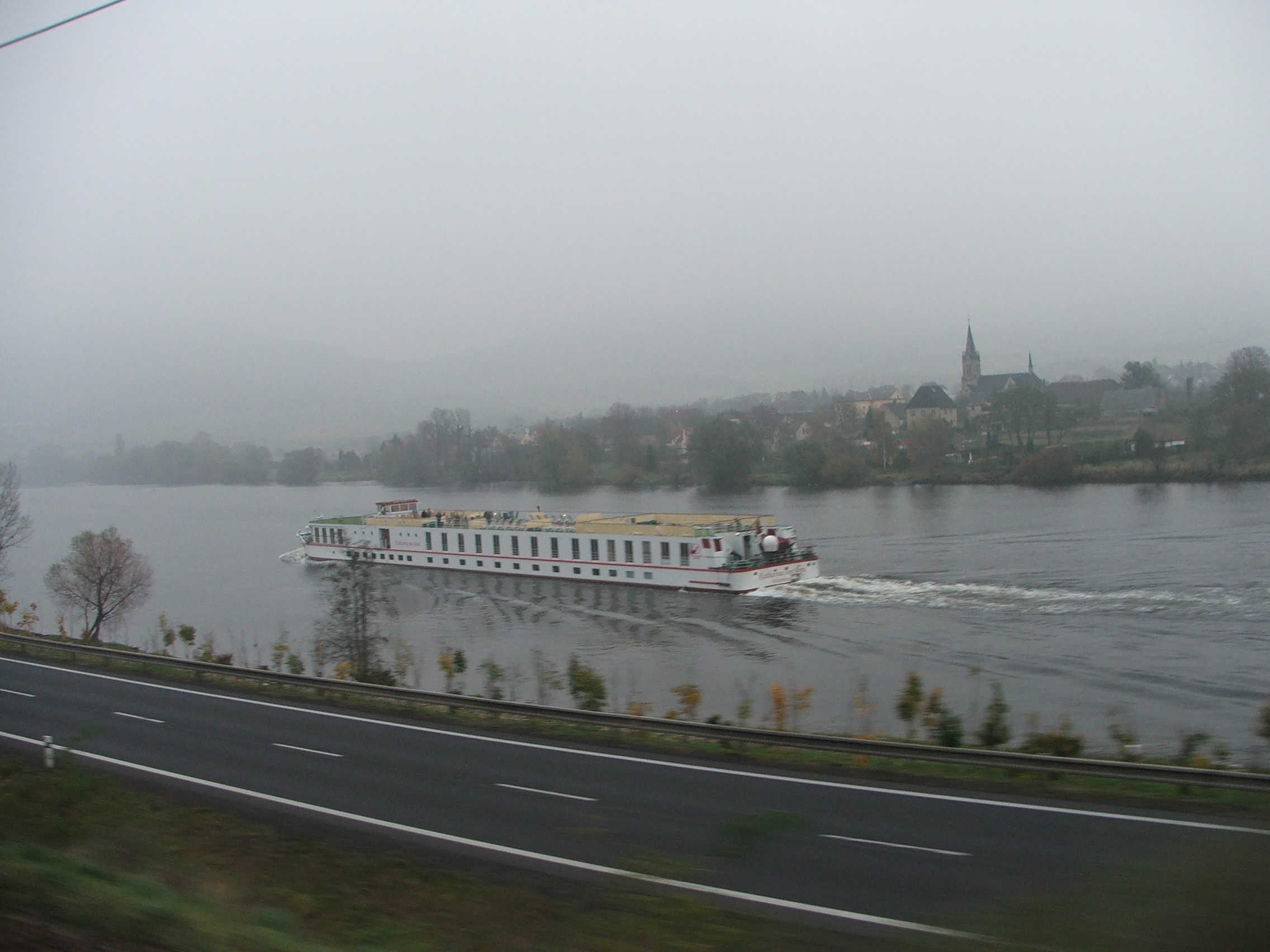
Osobní loď u Libochovan

V Česku je vodní doprava provozována zejména na řekách Labe a Vltava. Vodní doprava zde má dlouhou tradici. Voroplavba pro přepravu dřeva a dalších nákladů po řekách je provozována minimálně od středověku.

## Osobní lodní doprava

### Labe
- Osobní vodní doprava na Labi v Čechách
- Seznam labských přívozů v Čechách
- Osobní vodní doprava v Německu

### Vltava
- Osobní vodní doprava na Vltavě
- Přívozy na Vltavě

### Soutěsky Kamenice
Turistické plavby na pramicích na Tiché a Divoké soutěsce (od roku 2009 převzala provozování obec Hřensko).

### Máchovo jezero
- Lodní doprava (Regio Máchova kraje a. s.)

### Ohře
Pravidelné okružní jízdy po Chebu provozuje ČSAD Autobusy Karlovy Vary a. s. od června do září denně mimo pondělí.
Rovněž po vodní nádrží Skalka provozuje dopravu ČSAD Autobusy Karlovy Vary a. s. Linka je číslována jako autobusová linka (číslem 419000) a pluje v trase Skalka, přehrada – Podhoří, kemp – Cetnov, osada – Pomezí nad Ohří, U přístavu. Je v provozu zhruba od června do září denně mimo pondělí, denně jedou čtyři páry spojů v intervalu 2 až 3 hodiny, doba plavby jedním směrem je 25 minut. V mezičasech se v případě nejméně 5 zájemců konají okružní jízdy od přehrady k podhořskému kempu a zpět.

### Berounka
- Karlštejnská plavební - pravidelné okružní plavby karlštejnským podhradím
- v letech 2015–2018 provozovala společnost Pražské Benátky pod značkou Kazínský přívoz dopravu podél Černošic. Od roku 2019 byla doprava zrušena z důvodu vyřazení Berounky ze seznamu vodních cest, současně zanikl i provoz vlastního kazínského přívozu, který byl v posledních letech provozován jako součást lodní linky.
- Přívozy na Berounce
- Radotínský přístav na Berounce navazuje na vltavskou vodní cestu

### Svratka
- Brněnské přehradní jezero

### Jihlava
- Dalešické přehradní jezero

### Dyje
- Lodní doprava Břeclav provozuje plavbu po Dyji na trasách Břeclav - Janohrad a Břeclav - Pohansko a dále také na Novomlýnských nádržích

Externí odkaz: Lodní doprava Břeclav
- 1. plavební s. r. o. provozuje plavbu malými loďkami v Lednici.

Externí odkaz: 1. plavební
- Plavby Pálava provozuje plavbu na horní Mušovské nádrži Novomlýnských nádrží

Externí odkaz: Plavby Pálava
- Doprava na Vranovské přehradě, viz Lodní doprava na Vranovské přehradě

### Morava
- Čilý lodní provoz je na Baťově kanále
- Po Moravě v Olomouci v úseku od přístaviště u U-klubu ke Klášternímu Hradisku pluje od léta 2015 výletní plavidlo Ololoď. Původně tato atrakce sloužila jen v létě, od roku 2016 má uzavřenou kabinu a nabízí plavby i v zimě. Plavidlo kotví v ramenu řeky za Šmeralovou ulicí.[1]

### Přívozy
- Přívozy v Česku

## Evidence plavidel
Plavidlo, jehož provozovatel má trvalý pobyt nebo sídlo na území ČR a které podléhá evidenci, plavební úřad zaeviduje do plavebního rejstříku a přidělí mu poznávací znaky. Plavidlo, které je již evidováno v plavebním rejstříku v cizím státě, nelze v ČR zapsat.
Do plavebního rejstříku se zapisují údaje:
- Vlastník
- Provozovatel
- Poznávací znaky
- Druh plavidla, oblast provozu, účel
- Nosnost, dovolený počet cestujících, tech. údaje
- Datum zápisu a výmazu z plaveb. rejstříku

Cejchování je určení nosnosti plavidla v závislosti na ponoru. Provádí je plavební úřad – u nově vyrobených plavidel na žádost výrobce, u plavidla v provozu na žádost vlastníka.
Pojištění odpovědnosti za škodu z provozu plavidla musí trvat po celou dobu evidence plavidla v plavebním rejstříku.